# Tristan da Silva
Tristan da Silva (* 15. Mai 2001 in München) ist ein deutsch-brasilianischer Basketballspieler.

## Laufbahn

### Deutschland
Tristan da Silva begann mit dem Basketballspielen beim im Stadtteil Pasing beheimateten DJK Sportbund München und spielte zwischen 2018 und 2020 sowohl für die Internationale Basketballakademie München in der Nachwuchs-Basketball-Bundesliga (NBBL) als auch in der Regionalliga Südost für den Mutterverein MTSV Schwabing. In der Saison 2018/19 wurde Tristan da Silva zum ersten Mal in der Regionalliga eingesetzt. In sieben Spielen lief er im Schnitt 17 Minuten für sein Team auf und erzielte dabei 2,7 Punkte pro Spiel. In der darauffolgenden Saison avancierte da Silva mit einem Punkteschnitt von 14 Punkten pro Spiel zu einem Leistungsträger seiner Mannschaft.

### College
Im Jahr 2020 folgte er seinem Bruder Oscar da Silva in die Pacific-12 Conference, um für die University of Colorado Boulder in der NCAA Division I anzutreten. Er wurde auch bei den Colorado Buffs schnell mit einem Varsity Letter ausgezeichnet und zum Startspieler. Er wurde in seinem Junior-Jahr 2023 wie auch 2024 in die Pac-12-Auswahl gewählt.
Als Senior hatte da Silva in beinahe allen statistischen Wertungen der Pac-12 Conference in zwei Jahren Platzierungen in den Top 20 erzielt, mindestens aber in einem Jahr eine Spitzenwertung. So belegte er mit einer Freiwurfquote von 83,5 % in seinem Abschlussjahr den 5. Platz der Conference. Seine Werte im letzten Jahr seines College-Basketballs waren: 16 Punkte pro Spiel, 5 Rebounds pro Spiel, 2,4 Assists pro Spiel bei einer Feldtorquote von 49,3 % und einer Dreierquote von 39,5 %.
Neben der Pac-12-Auswahl wurde er auch in die Auswahl des Pac-12-Meisterschaftsturniers gewählt, denn da Silva führte seine Schule nach drei Jahren auch zurück ins Turnier der NCAA Division I Basketball Championship. Im First Four brillierten die Buffaloes gegen die ebenfalls auf Rang 10 gesetzte Boise State University, um in der ersten Runde in einem äußerst korbreichen wie knappen 102–100 die University of Florida zu besiegen. Gegen Marquette endete die Saison der Buffs in der zweiten Runde. Ihm wurden gute NBA-Draft-Chancen zugesprochen.

### NBA
Anfang März 2024 gab da Silva bekannt, am Draftverfahren der NBA teilzunehmen. In diesem wählten ihn die Orlando Magic an 18. Stelle aus.

## Karriere-Statistiken

### College
| Saison    | Team     | GP  | GS | MPG  | FG % | 3P % | FT % | RPG | APG | SPG | BPG | PPG  |
| --------- | -------- | --- | -- | ---- | ---- | ---- | ---- | --- | --- | --- | --- | ---- |
| 2020–2021 | Colorado | 24  | 0  | 9.3  | .529 | .267 | .583 | 1.0 | 0.3 | 0.3 | 0.1 | 2.7  |
| 2021–2022 | Colorado | 31  | 31 | 28.3 | .479 | .373 | .797 | 3.5 | 2.0 | 0.6 | 0.5 | 9.4  |
| 2022–2023 | Colorado | 35  | 33 | 30.9 | .496 | .394 | .755 | 4.8 | 1.3 | 1.3 | 0.4 | 15.9 |
| 2023–2024 | Colorado | 34  | 34 | 34.0 | .493 | .395 | .835 | 5.1 | 2.4 | 1.1 | 0.6 | 16.0 |
| Gesamt    | Gesamt   | 124 | 98 | 26.9 | .493 | .386 | .686 | 3.8 | 1.6 | 0.9 | 0.4 | 11.7 |

### Regionalliga
| Saison    | Team      | GP | MPG  | FG % | 3P % | FT % | RPG | APG | SPG | BPG | PPG  |
| --------- | --------- | -- | ---- | ---- | ---- | ---- | --- | --- | --- | --- | ---- |
| 2018–2019 | Schwabing | 7  | 17.0 | .571 | .313 | .000 | 2.6 | 0.9 | 0.1 | 0.3 | 6.7  |
| 2019–2020 | Schwabing | 35 | 28.8 | .155 | .246 | .824 | 5.5 | 2.7 | 2.1 | 0.4 | 14.0 |
| Gesamt    | Gesamt    | 42 | 26.8 | .581 | .257 | .687 | 5.0 | 2.4 | 1.8 | 0.4 | 12.8 |

Quellen: 

## Nationalmannschaft
Tristan da Silva bestritt 2021 fünf Spiele für die deutsche U20-Nationalmannschaft bei den FIBA U20 European Challengers in der georgischen Stadt Tiflis. Dabei erzielte er im Schnitt 14,2 Punkte, den zweitbesten Wert eines deutschen Spielers hinter Elias Baggette mit 14,8 Punkten. Er trug maßgeblich zum Erfolg der Mannschaft bei, die vier von fünf Spielen gewann und zweiter in der Gruppe wurde, wobei sie sich nur Frankreich geschlagen geben musste. Dieses Turnier wurde im Rahmen der Covid-Pandemie als Ersatz für die U20-Europameisterschaft ausgetragen.
Im August 2025 bestritt da Silva in einem Vorbereitungsspiel auf die Europameisterschaft gegen Slowenien sein erstes A-Länderspiel.

## Erfolge und Auszeichnungen
- Rising Stars Challenge 2025
- First-team All-Pac-12 (2023)
- Second-team All-Pac-12 (2024)
- Zweiter Platz bei der FIBA U20 European Challengers Gruppenturnier in Georgien 2021

## Trivia
Der Sohn einer Deutschen und eines Brasilianers spricht fünf Sprachen: Deutsch, Portugiesisch, Spanisch, Französisch und Englisch. Sein aus São Paulo stammender Vater war Boxer und betreibt ein brasilianisches Restaurant in München. Tristan da Silva ist der jüngere Bruder des Nationalspielers Oscar da Silva, gegen den er mit dessen Stanford Cardinal in der Pac-12 Conference unter großem Medieninteresse auch gespielt hatte. Sein Abitur erlangte er 2019 am Ludwigsgymnasium München. In Colorado erwarb er einen Abschluss in Finanzwesen.
Da Silva wurde zwar 2024 beim Draftverfahren von den Orlando Magic ausgesucht, als Kind waren jedoch die Los Angeles Lakers seine NBA-Lieblingsmannschaft. Sein Lieblingsspieler ist der Slowene Luka Dončić. Als Freizeitbeschäftigungen nennt er Musik und Fußball.